# Некане Свит
Некане Свит, или просто Некане (англ. Nekane Sweet; урожденная Мари Байестерос (англ. Marie Ballesteros); род. 16 декабря 1991, Гранада, Испания) — испанская порноактриса и вебкам-модель.

## Карьера
Начала карьеру порноактрисы в сентябре 2011 года в возрасте 19 лет. Первыми съёмками стала серия видео под названием Pilladas, которую снимал испанский режиссёр Торбе для сайта Putalocura. В марте 2012 года подписала эксклюзивный контракт с компанией Cumlouder, для которой она также работала в качестве вебкам-модели. В 2016 году в фильме Nacho’s First Class Fucks, где её партнёром стал Начо Видаль, впервые снялась в сцене анального секса.
Снималась для таких студий, как Airerose Entertainment, Brazzers, Cumlouder, DDF Network, Evil Angel, Girlfriends Films, Putalocura, студии Вива Томаса и других.
В ноябре 2016 года была впервые номинирована на премию AVN Awards в двух категориях: «Иностранная исполнительница года» и «Лучшая сцена секса в фильме иностранного производства» (за фильм Nacho Loves Nekane). Также два раза была номинирована на премию XBIZ Award в категории «Иностранная исполнительница года».
По данным сайта IAFD на май 2019 года, снялась в более чем 80 порнофильмах.

## Награды и номинации
| Год  | Награда           | Результат | Категория                                                                     | Фильм              |
| ---- | ----------------- | --------- | ----------------------------------------------------------------------------- | ------------------ |
| 2015 | Ninfa Award       | Номинация | Лучшая актриса                                                                | н/д                |
| 2016 | DDF Award         | Номинация | Новая богиня секса                                                            | н/д                |
| 2016 | Ninfa Award       | Номинация | Лучшая актриса                                                                | н/д                |
| 2017 | AVN Award         | Номинация | Иностранная исполнительница года                                              | н/д                |
| 2017 | AVN Award         | Номинация | Лучшая сцена секса в фильме иностранного производства (вместе с Начо Видалем) | Nacho Loves Nekane |
| 2017 | Ninfa Award       | Номинация | Лучшая вебкам-модель                                                          | н/д                |
| 2017 | XBIZ Award        | Номинация | Иностранная исполнительница года                                              | н/д                |
| 2018 | XBIZ Award        | Номинация | Иностранная исполнительница года                                              | н/д                |
| 2018 | XBIZ Europa Award | Номинация | Исполнительница года                                                          | н/д                |

## Избранная фильмография
- 2013 — Bitch Confessions[15]
- 2014 — Fuckin Van
- 2014 — Street Suckers
- 2015 — Stunning Butts 3
- 2016 — And In The End
- 2016 — First Time Stories
- 2017 — Alone Time 4
- 2017 — Big Natural Tits[16]
- 2018 — Anal Dreams
- 2018 — Boob Day 9